# Robert Köbler
Robert Köbler   (Waldsassen, 21 de febrer de 1912 - Berlín, 7 de setembre de 1970) va ser un organista, pianista, compositor alemany. Fou professor a la Universitat de Leipzig.
Després d'estudiar música eclesiàstica a Leipzig (1931–1934), va ser cantor i organista a Löbau de 1935 a 1945. Des de 1946 va ocupar una plaça de professor d'orgue i clavicèmbal a Leipzig. El 1949 esdevingué organista a la Paulinerkirche, l'església de la Universitat de Leipzig i finalment fou nomenat professor d'orgue i clavicèmbal el 1956.
Köbler era conegut principalment com a organista i per les seves improvisacions sovint humorístiques. Les gires de concerts el van portar a països d'Europa oriental i occidental. Com a compositor, va deixar enrere obres per a piano, orgue i veu.
Köbler va morir de càncer a Buch, un barri de Berlín, als 58 anys.